# Marie-Louise Hasselgren
Marie-Louise Katarina Hasselgren, född 13 juli 1946 i Norrköping, är en svensk operasångerska (mezzosopran) som var verksam vid Stora teatern i Göteborg och senare Göteborgsoperan.
Hasselgren tog realexamen i Norrköping 1961 och arbetade därefter som kontorist fram till 1968. Från elva års ålder sjöng hon i en dansorkester i hemstaden. När hon var 18 år fick hon göra Stasi i Csardasfurstinnan som spelades på Arbisteatern i Norrköping.
1968 sökte hon och kom in på Statens scenskola i Malmö. Efter studierna fick hon 1971 anställning vi Göteborgs musikteater, med Stora teatern som hemmascen. Hon fick sitt genombrott i rollen som Cherubin i Figaros bröllop 1974. Under en period 1974 till 1975 var hon tjänstledig från Stora teatern för att spela vid Berns stadsteater. Där gjorde hon bland annat rollen som Dorabella i Mozarts Così fan tutte.
Under 1976 lovordades Hasselgren för sin insats i huvudrollen som Tintomara i operan av Lars Johan Werle med samma namn. Föreställningen gjorde även ett gästspel på Sadler's Wells i London 1977, och Hasselgrens insats hyllades då även i den brittiska pressen. Andra hyllade roller som hon gestaltat innefattar Carmen, Hanna Glavari i Glada änkan, Askungen och Ludmilla i Animalen.

## Familj
Hasselgren är gift med pressfotografen Pelle Lund sedan 1973. Tillsammans har paret sonen Johan.